# 亞布斯河
亞布斯河（Yabus River）是流經埃塞俄比亞、蘇丹和南蘇丹的河流，發源自埃塞俄比亞西部的本尚古勒-古馬茲州，向西流經蘇丹的亞布斯，流進南蘇丹後注入馬查爾沼澤。